# Sasolit
Sasolit je borov mineral, mineralna oblika borove kisline. Pojavlja se v vulkanskih fumarolah,  izvirih vroče vode in skladih evaporitnih sedimentov.
Mineral so prvič opisali leta 1800 in ga imenovali po vasi Sasso Pisano v  Toskani, Italija, kjer so ga odkrili. Mineral je mogoče najti tudi v lagunah po celi Toskani, na Eolskih otokih in v zvezni ameriški državi Nevadi. Običajno je bele do sive barve. V prepuščeni svetlobi je brezbarven. Zaradi prisotnosti žvepla je lahko rumeno, zaradi prisotnosti železovih oksidov pa rjavo obarvan.